# Église Notre-Dame-de-Bethléem de Clamecy
Pour les articles homonymes, voir Notre-Dame de Bethléem.
L'église Notre-Dame de Bethléem est une église située à Clamecy, dans le département de la Nièvre.

## Présentation

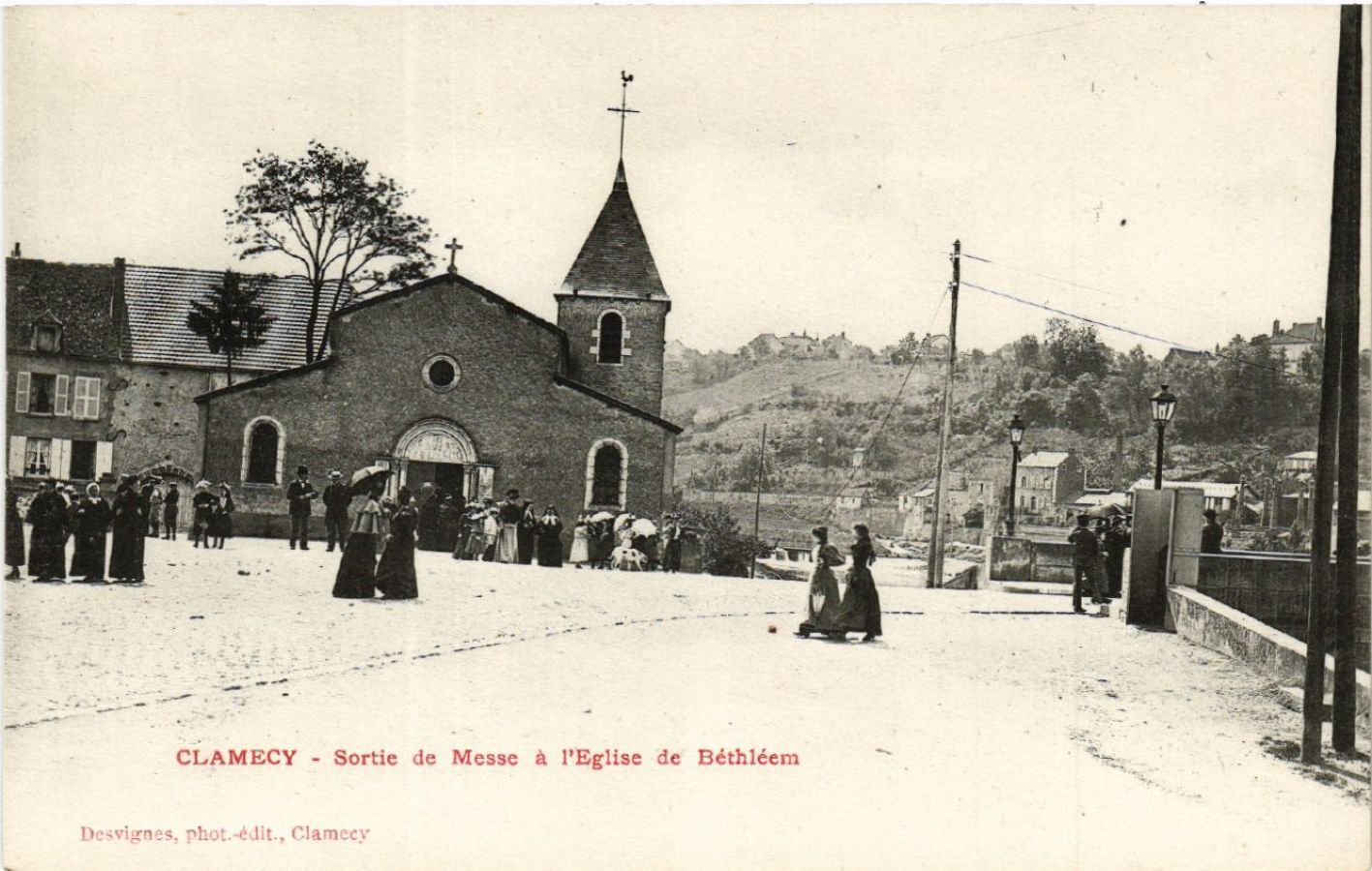
L'église Notre-Dame de Bethléem ayant existé entre 1869 et 1926.

L'église se situe entre le quai de Bethléem et la route d'Armes, le long du canal du Nivernais.
Son nom rappelle qu'au Moyen Âge, après la disparition du royaume latin de Jérusalem, l'évêque de Bethléem se réfugia sur des terres qu'il possédait à Clamecy. Après lui, cinquante évêques de Bethléem se succédèrent à Clamecy jusqu'à la Révolution.
L'édifice s'élève à l'emplacement d'une précédente église dédiée à Notre-Dame de Bethléem, construite en 1869 et démolie en 1926, qui servait de paroisse à ce faubourg. Édifiée en 1926 et 1927 par l'architecte Georges Théodore Renaud, l'église actuelle a été consacrée le 23 avril 1927 par l'évêque de Nevers, monseigneur Pierre Chatelus.
L'église, bâtie en ciment armé, s'inspire de l'architecture byzantine pour rappeler l'histoire de l'évêché de Bethléem à Clamecy. Une partie de son mobilier, notamment celui du chœur, est également en ciment armé.
Sous le chœur se trouve une crypte ornée de peintures murales réalisées dans les années 1950 par l'abbé Nicolas Boon, ancien vicaire, et Robert Pouyaud.
La dernière cérémonie religieuse a été célébrée dans l’église en 1966. Ensuite, des messes et des catéchismes se sont seulement déroulés dans la crypte. En 2002, la ville de Clamecy a acquis le monument auprès de l’association diocésaine de Nevers .

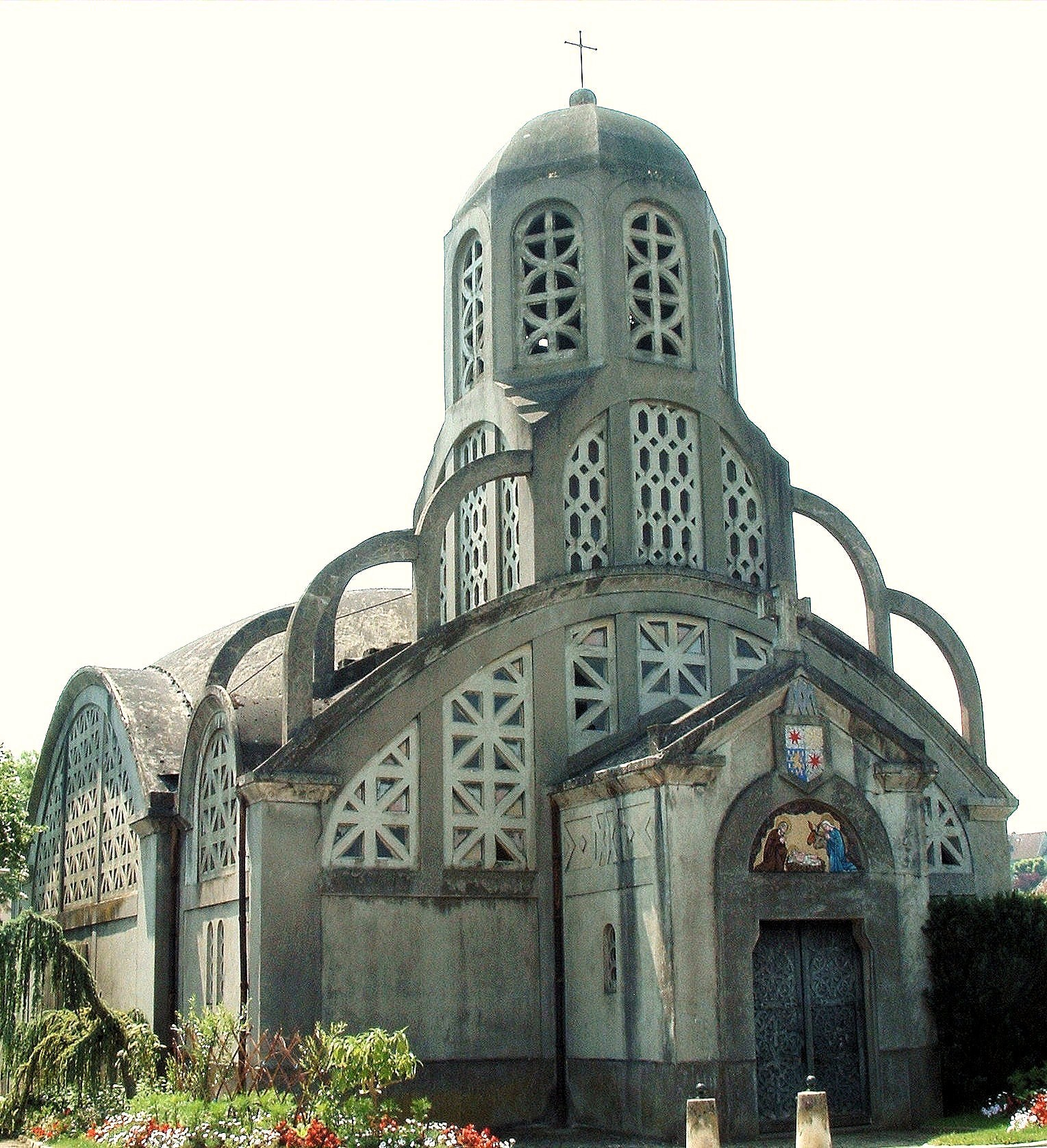
Façade nord de l'église.
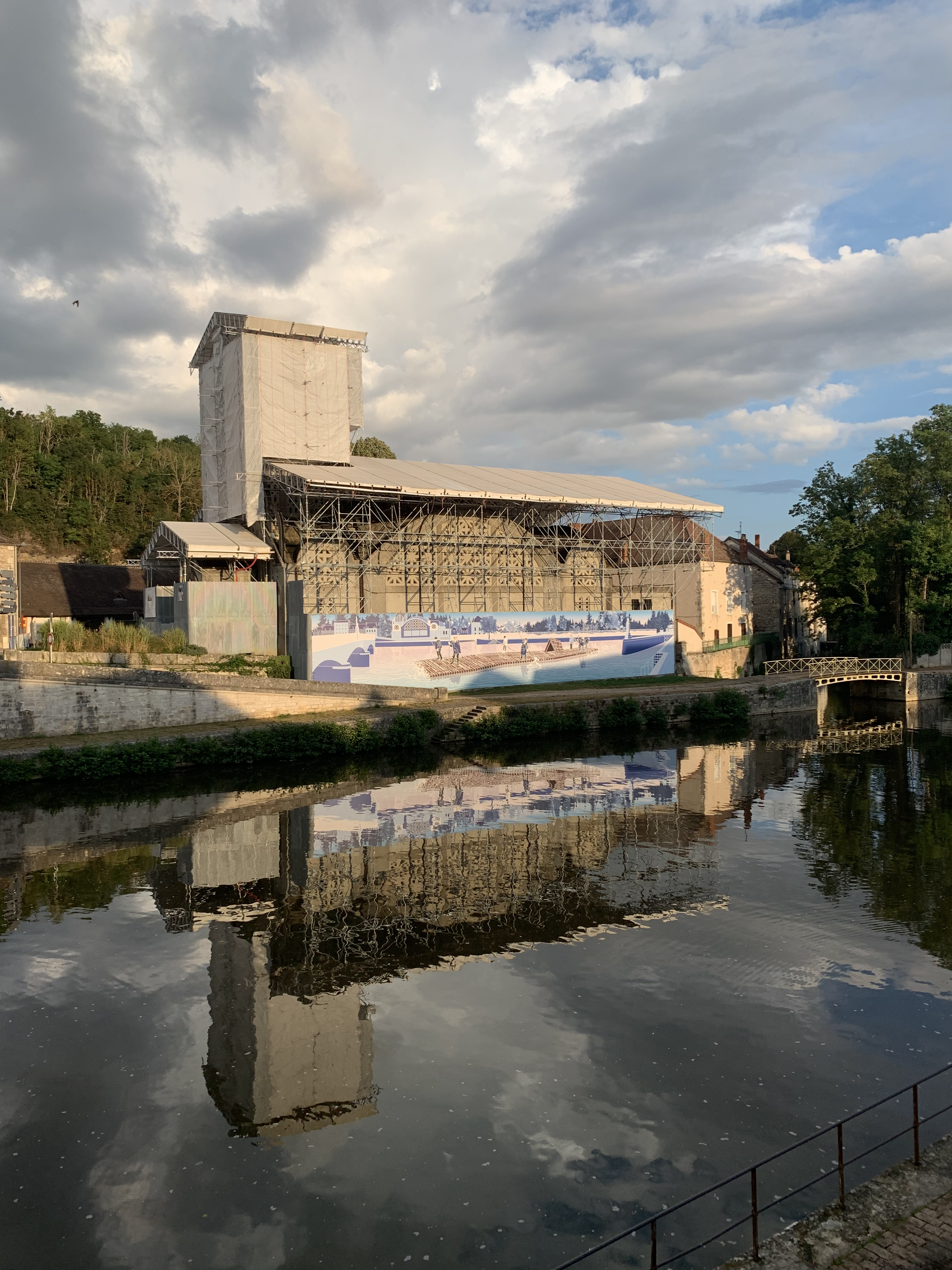
L'église couverte par des échafaudages, en septembre 2021.

## Protection
L'église est inscrite au titre des monuments historiques depuis le 14 janvier 2000.